# جوليان سميث (عازف ساكسفون)
جوليان سميث (بالإنجليزية: Julian Smith)‏ هو عازف ساكسفون بريطاني، ولد في 21 مايو 1969 في Halesowen ‏ في المملكة المتحدة.

## وصلات خارجية
- الموقع الرسمي